# Simon Desthieux
Simon Desthieux (Belley, 3 de diciembre de 1991) es un deportista francés que compite en biatlón.
Participó en tres Juegos Olímpicos de Invierno, entre los años 2014 y 2022, obteniendo dos medallas, oro en Pyeongchang 2018 (relevo mixto) y plata en Pekín 2022 (relevo).
Ganó tres medallas en el Campeonato Mundial de Biatlón entre los años 2017 y 2021.

## Palmarés internacional
| Juegos Olímpicos   | Juegos Olímpicos            | Juegos Olímpicos | Juegos Olímpicos |
| Año                | Lugar                       | Medalla          | Prueba           |
| ------------------ | --------------------------- | ---------------- | ---------------- |
| 2018               | Pyeongchang (Corea del Sur) | Medalla de oro   | Relevo mixto     |
| 2022               | Pekín (China)               | Medalla de plata | Relevo           |
| Campeonato Mundial |                             |                  |                  |
| Año                | Lugar                       | Medalla          | Prueba           |
| 2017               | Hochfilzen (Austria)        | Medalla de plata | Relevo           |
| 2020               | Anterselva (Italia)         | Medalla de oro   | Relevo           |
| 2021               | Pokljuka (Eslovenia)        | Medalla de plata | Velocidad        |